# Harald Rieder

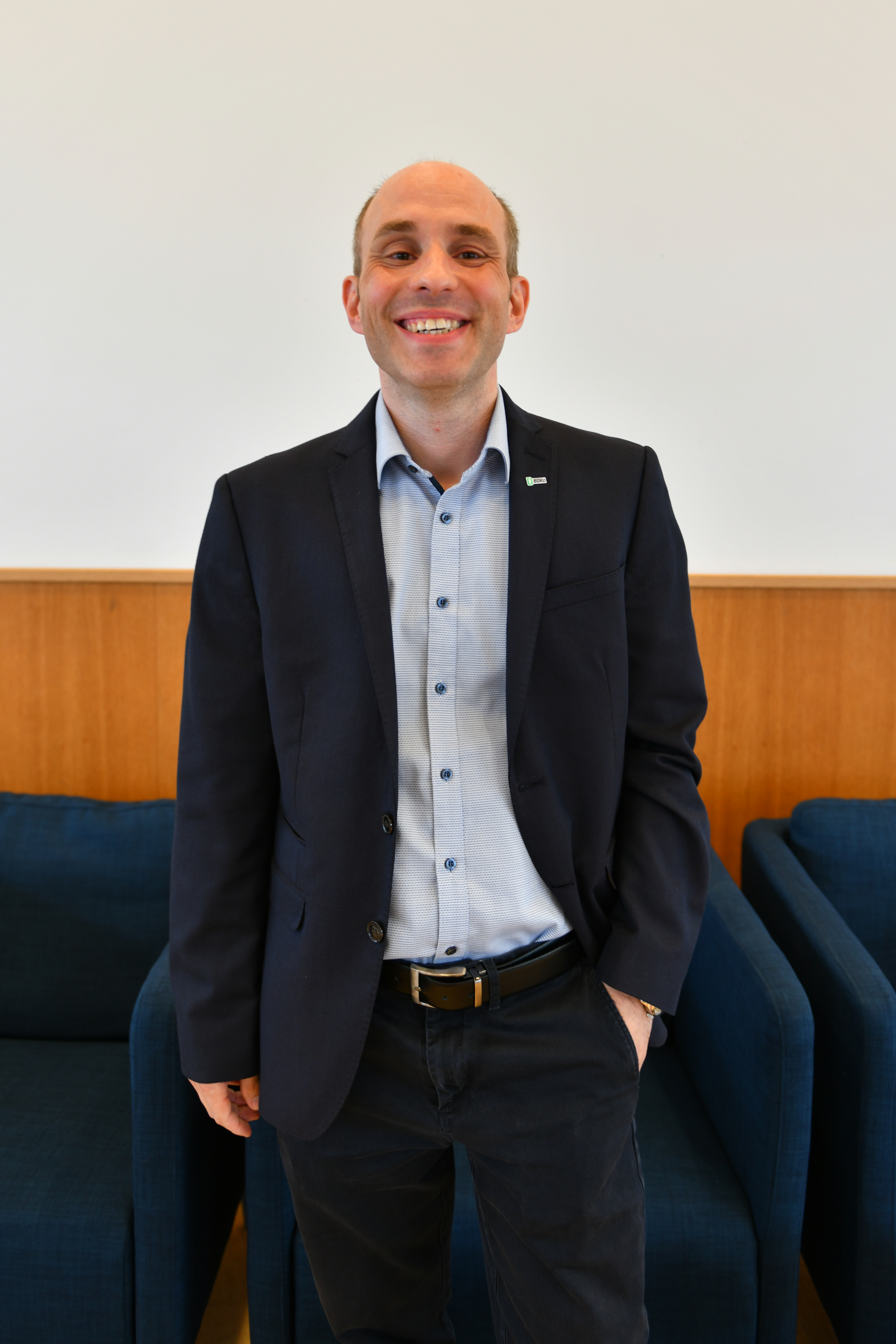
Harald Rieder (2025)

Harald E. Rieder (* 1983) ist ein österreichischer Meteorologe und Klimatologe. Er ist Universitätsprofessor für Meteorologie und Klimatologie sowie Leiter des Instituts für Meteorologie und Klimatologie an der Universität für Bodenkultur Wien. Er ist Co-Vorsitzender des Zweiten Österreichischen Sachstandsberichts zum Klimawandel, welcher 2025 veröffentlicht wurde.

## Leben
Harald Rieders akademische Laufbahn begann 2007 als wissenschaftlicher Projektmitarbeiter am Institut für Meteorologie der Universität für Bodenkultur Wien. Im selben Jahr nahm er ein Doktoratsstudium am Institute for Atmospheric and Climate Science der ETH Zürich auf, das er 2010 abschloss.
Im Anschluss daran forschte er als Postdoktorand zunächst von 2010 bis 2011 am Institute for Atmospheric and Climate Science der ETH Zürich und von 2011 bis 2013 am Lamont-Doherty Earth Observatory sowie am Department of Applied Mathematics and Applied Physics der Columbia University in New York.
Im Jahr 2013 wurde er Arbeitsgruppenleiter und Faculty Member des Austrian Polar Research Institute. Ebenfalls 2013 übernahm er die Position des Assistenzprofessors für Umweltmeteorologie und Klimaprozesse am Wegener Center für Klima und Globalen Wandel der Universität Graz. Dort habilitierte er sich 2019 im Fachbereich Umweltsystemwissenschaften und Meteorologie.
2019 wurde er zum Professor für Meteorologie und Klimatologie an das Institut für Meteorologie und Klimatologie der Universität für Bodenkultur Wien berufen und ist mittlerweile dessen Leiter.

## Wirken
Harald Rieders Forschungsschwerpunkte liegen in der Klimadynamik, der Atmosphärenchemie und Extremereignissen.
Rieder ist seit 2022 Obmann des Climate Change Centre Austria (CCCA) und seit 2022 ist Co-Vorsitzender des Zweiten Österreichischen Sachstandsberichts zum Klimawandel.
Harald Rieders h-Index liegt derzeit bei 21.

## Auszeichnungen
- 2012: Dobson Award of the International Ozone Commission (IO3C-IAMAS)[12][13]

## Veröffentlichungen (Auszug)
- Liu, Z., Rieder, H.E., Schmidt, C., Mayer, M., Guo, Y., Winiwarter, W., and Zhang, L.: Optimal reactive nitrogen control pathways identified for cost-effective PM2.5 mitigation in Europe. In: Nature Communications. Band 14, Nr. 4246. Amsterdam 2023, doi:10.1038/s41467-023-39900-9.
- Karl Steininger, Thomas Schinko, Harald Rieder, Helga Kromp-Kolb, Stefan Kienberger, Gottfried Kirchengast, Claudia Michl, Ingeborg Schwarzl, Sonja Lambert: 1,5° C: Wieviel Treibhausgase dürfen wir noch emittieren? Hintergrundpapier zu globalen und nationalen Treibhausgasbudgets. Hrsg.: CCCA. Wien 2022, ISBN 978-3-200-08813-9.
- P. J. Young, V. Naik, A. M. Fiore, A. Gaudel, J. Guo, M. Y. Lin, J. L. Neu, D. D. Parrish, H. E. Rieder, J. L. Schnell, S. Tilmes, O. Wild, L. Zhang, J. Ziemke, J. Brandt, A. Delcloo, R. M. Doherty, C. Geels, M. I. Hegglin, L. Hu, U. Im, R. Kumar, A. Luhar, L. Murray, D. Plummer, J. Rodriguez, A. Saiz-Lopez, M. G. Schultz, M. T. Woodhouse, G. Zeng: Tropospheric Ozone Assessment Report: Assessment of global-scale model performance for global and regional ozone distributions, variability, and trends. In: Elementa: Science of the Anthropocene. Band 6, 31. Januar 2018, ISSN 2325-1026, S. 10, doi:10.1525/elementa.265 (ucpress.edu [abgerufen am 15. Mai 2025]).
- Meiyun Lin, Arlene M. Fiore, Larry W. Horowitz, Andrew O. Langford, Samuel J. Oltmans, David Tarasick, Harald E. Rieder: Climate variability modulates western US ozone air quality in spring via deep stratospheric intrusions. In: Nature Communications. Band 6, Nr. 1, 12. Mai 2015, ISSN 2041-1723, S. 7105, doi:10.1038/ncomms8105, PMID 25964012, PMC 4432627 (freier Volltext) – (nature.com [abgerufen am 15. Mai 2025]).
- J. A. Mäder, J. Staehelin, T. Peter, D. Brunner, H. E. Rieder, W. A. Stahel: Evidence for the effectiveness of the Montreal Protocol to protect the ozone layer. In: Atmospheric Chemistry and Physics. Band 10, Nr. 24, 22. Dezember 2010, ISSN 1680-7316, S. 12161–12171, doi:10.5194/acp-10-12161-2010 (copernicus.org [abgerufen am 15. Mai 2025]).
- Neil Pederson, James M. Dyer, Ryan W. McEwan, Amy E. Hessl, Cary J. Mock, David A. Orwig, Harald E. Rieder, Benjamin I. Cook: The legacy of episodic climatic events in shaping temperate, broadleaf forests. In: Ecological Monographs. Band 84, Nr. 4, 2014, ISSN 1557-7015, S. 599–620, doi:10.1890/13-1025.1 (wiley.com [abgerufen am 15. Mai 2025]).